# Symphonie no 66 de Joseph Haydn
La Symphonie no 66 en si bémol majeur Hob. I:66 est une symphonie du compositeur autrichien Joseph Haydn. Composée en 1776, elle comporte quatre mouvements.

## Analyse de l'œuvre
1. Allegro, en si bémol majeur, à , 154 mesures
2. Adagio, en fa majeur, à 
, 89 mesures
3. Menuet, en si bémol majeur, à 
, 52 mesures
4. Scherzando e presto, en si bémol majeur, à 

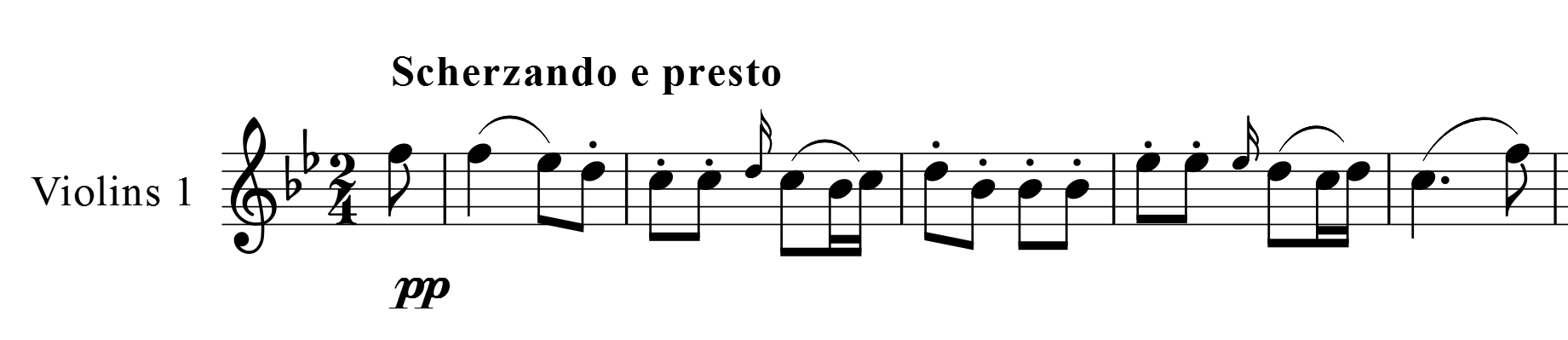
Début du Scherzando e presto

, 242 mesures

Durée approximative : 30 minutes.

## Instrumentation
- deux hautbois, deux bassons, deux cors, cordes.